# River Dee, Wales
River Dee (walesiska: Dyfrdwy) är ett vattendrag i Storbritannien.   Det ligger i distriktet Wirral i Merseyside i riksdelen England, i den centrala delen av landet, 290 km nordväst om huvudstaden London.